# يوسف زينل
يوسف زين العابدين زينل (مواليد 1950) سياسي ومحام ومستشار قانوني ومحكم دولي بحريني من أصل إيراني. عضو مجلس النواب في الفصل التشريعي الخامس خلال الفترة 12 ديسمبر 2018 حتى 12 ديسمبر 2022 عن الدائرة التاسعة في محافظة الشمالية. وكان قبلها عضواً بمجلس النواب في الفصل التشريعي الأول خلال الفترة 14 ديسمبر 2002 حتى 14 ديسمبر 2006

## مجلس النواب
ترشح لانتخابات مجلس النواب 2002 عن الدائرة السابعة في محافظة الشمالية. حيث حصل في الجولة الأولى للانتخابات على 1266 صوت بنسبة 39.48% وفاز في جولة الأعادة على منافسته فوزية الرويعي بحصوله على 1405 صوت بنسبة 58.01%.
وكما ترشح لانتخابات مجلس النواب 2006 عن الدائرة السابعة في محافظة الشمالية. حيث حصل في الجولة الأولى للانتخابات على 1051 صوت بنسبة 13.56% وبالتالي خسر من منافسه جاسم حسين من جمعية الوفاق الوطني الإسلامية.
وكما ترشح لانتخابات مجلس النواب 2010 عن الدائرة السادسة في محافظة الشمالية. وخسر في الجولة الأولى للانتخابات حيث حصل على 1252 صوت بنسبة 17.40%.
وكما ترشح لانتخابات مجلس النواب 2014 عن الدائرة التاسعة في محافظة الشمالية. وخسر في الجولة الأولى للانتخابات التي أجريت يوم السبت 22 نوفمبر 2014 حيث حصل على 952 صوت بنسبة 20.54%.
وكما ترشح لانتخابات مجلس النواب 2018 عن الدائرة الثامنة في محافظة الشمالية. حيث حصل في الجولة الأولى للانتخابات التي أقيمت في يوم السبت 24 نوفمبر 2018 على 1570 صوت بنسبة 22.16% وفاز في جولة الأعادة التي أجريت يوم السبت 1 ديسمبر 2018 حيث حصل على 3186 صوت بنسبة 56.28% مقابل 2475 صوت بنسبة 43.72% لمنافسه عباس العماني.
وكما ترشح لانتخابات مجلس النواب 2022 عن الدائرة الثامنة في محافظة الشمالية. وخسر الجولة الأولى للانتخابات التي أقيمت في يوم السبت 12 نوفمبر 2022 حيث حصل على 483 صوت بنسبة 7.28%.